# Philip Stanhope, 5º Conde de Stanhope
Philip Henry Stanhope FRS (30 de janeiro de 1805, Castelo de Walmer - 24 de dezembro de 1875) foi um historiador,  antiquário e parlamentar inglês. Ele ocupou um cargo político sob o comando de Sir Robert Peel nas décadas de 1830 e 1840, mas é mais lembrado por suas contribuições para causas culturais e por seus escritos históricos.